# (82) Alcmène
Pour les articles homonymes, voir Alcmène (homonymie).
(82) Alcmène (désignation internationale (82) Alkmene) est un astéroïde de la ceinture principale découvert par Robert Luther le 27 novembre 1864.

## Compléments